# كوجوفي أوبيلالي
كوجوفي أوبيلالي (بالفرنسية: Kodjovi Dodji Obilalé)‏ (مواليد 8 أكتوبر 1984) هو لاعب كرة قدم. يلعب مع منتخب توغو لكرة القدم. سبق له أن لعب في كأس العالم لكرة القدم مع منتخب بلاده.

## روابط خارجية
- كوجوفي أوبيلالي على موقع قاعدة بيانات كرة القدم.إي يو (الإنجليزية)
- كوجوفي أوبيلالي على موقع ناشيونال فوتبول تيمز (الإنجليزية)
- كوجوفي أوبيلالي على موقع عالم كرة القدم.نت (الإنجليزية)